# Hôtel de ville de Clichy
« Mairie de Clichy » redirige ici. Pour la station de métro, voir Mairie de Clichy (métro de Paris).
L'hôtel de ville de Clichy est un bâtiment administratif se trouvant dans la ville de Clichy dans les Hauts-de-Seine.

## Historique

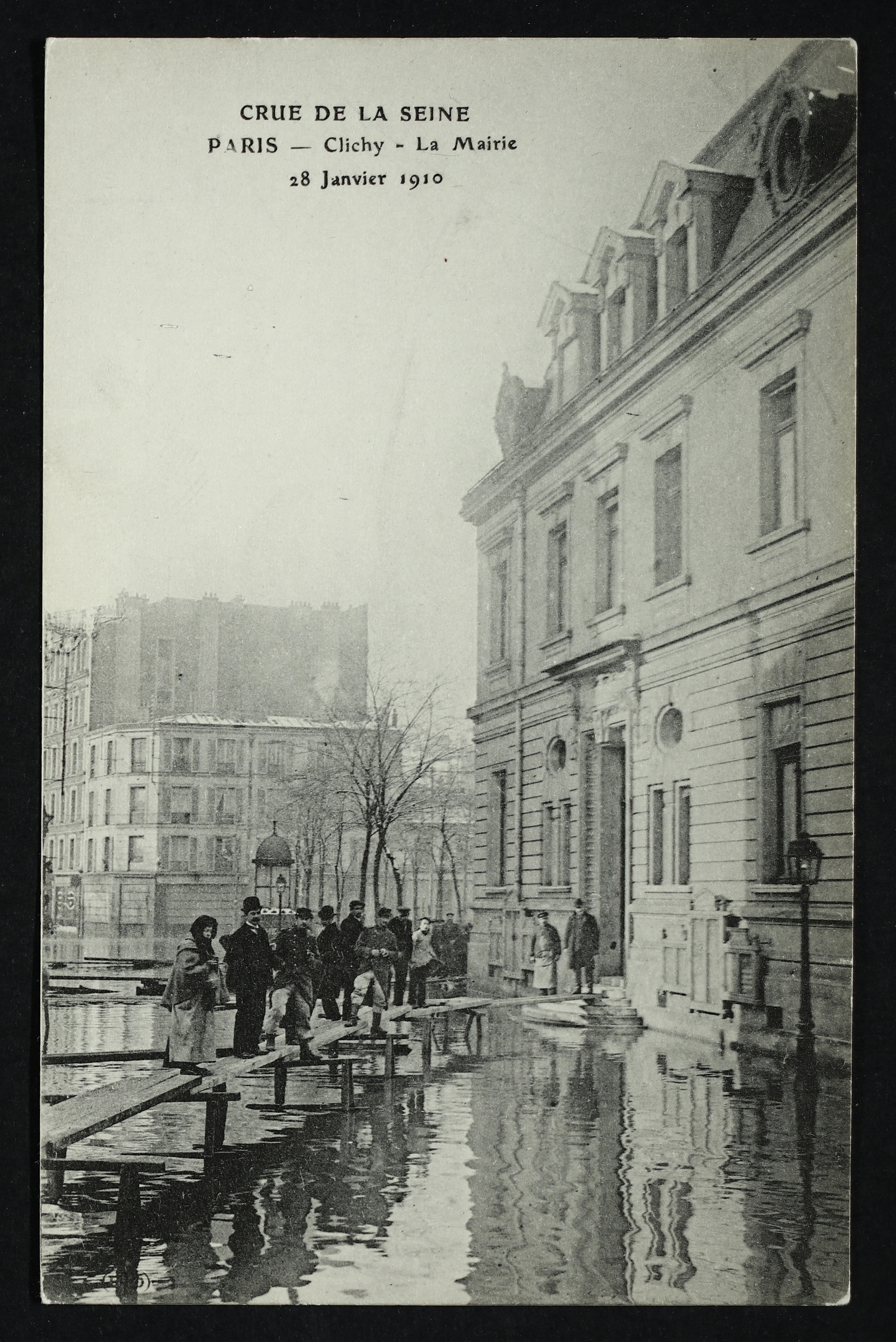
Crue de la Seine, 28 janvier 1910 à Clichy-la-Garenne, devant la mairie.

Dès la Révolution, les officiers municipaux se réunirant dans une maison commune dont l'Histoire n'a pas laissé trace. Le maire constatant en 1835, le besoin d'un immeuble centralisant les différentes administrations communales, une première mairie fut installée en 1835 au no 3 de la rue du Landy. En 1872 fut prise la décision d'élever un nouvel édifice, qui fut inauguré en 1878.
Le bâtiment actuel a été construit par Jules Depoix à partir de la fin du XIXe siècle et inauguré en 1878. Il est agrandi au début du XXe siècle sous la direction de Bertrand Sincholle, et son inauguration a lieu en 1907.
En 1937, s'y déroula la fusillade de Clichy, émeute faisant six morts et trois-cents blessés.

## Description
La salle des mariages est ornée d'une fresque de style néo-classique réalisée par le peintre Oscar-Pierre Mathieu. La partie centrale de cette fresque fut d'abord exposée à l’Exposition universelle de 1878.

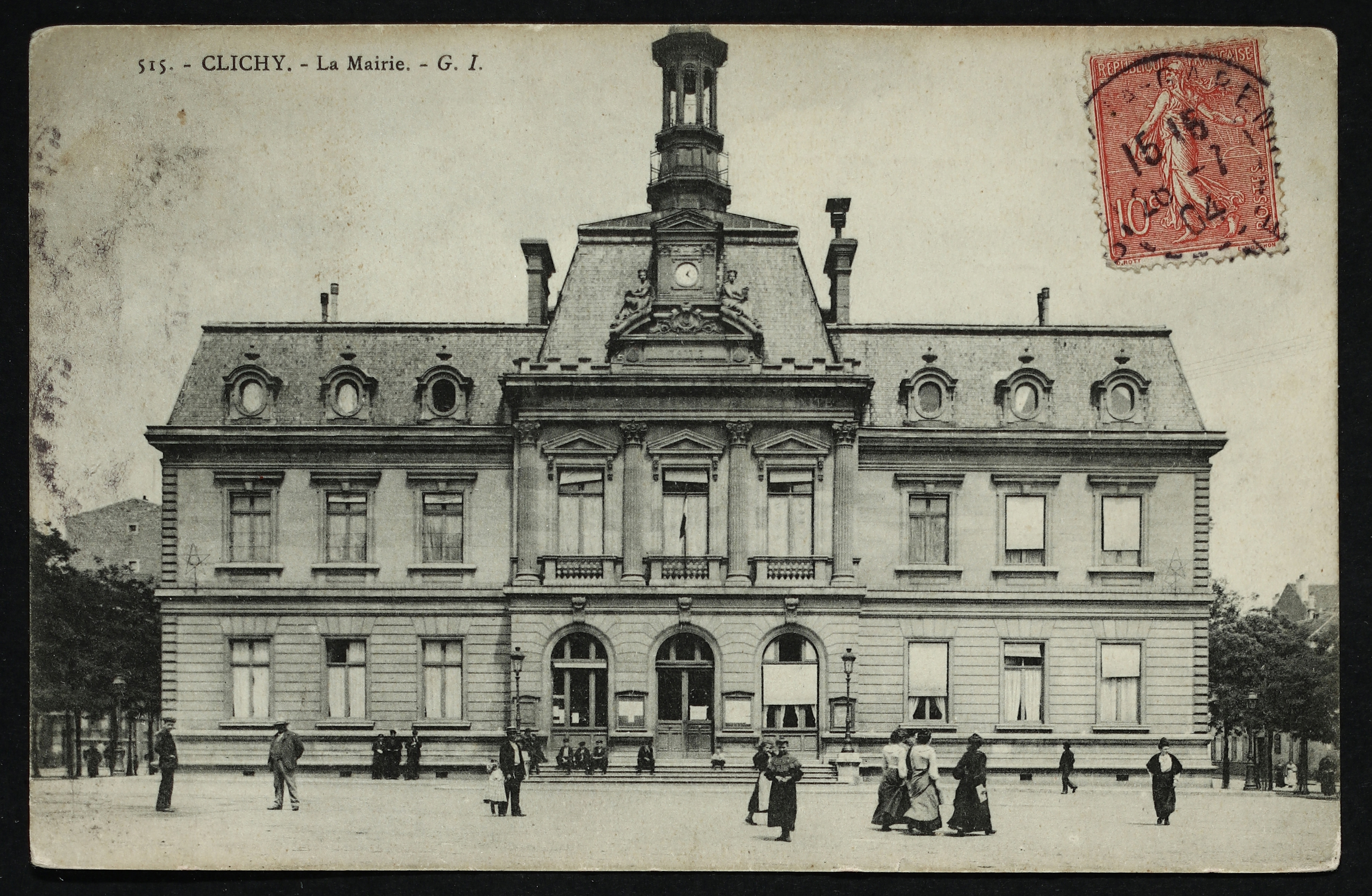
Avant 1907.
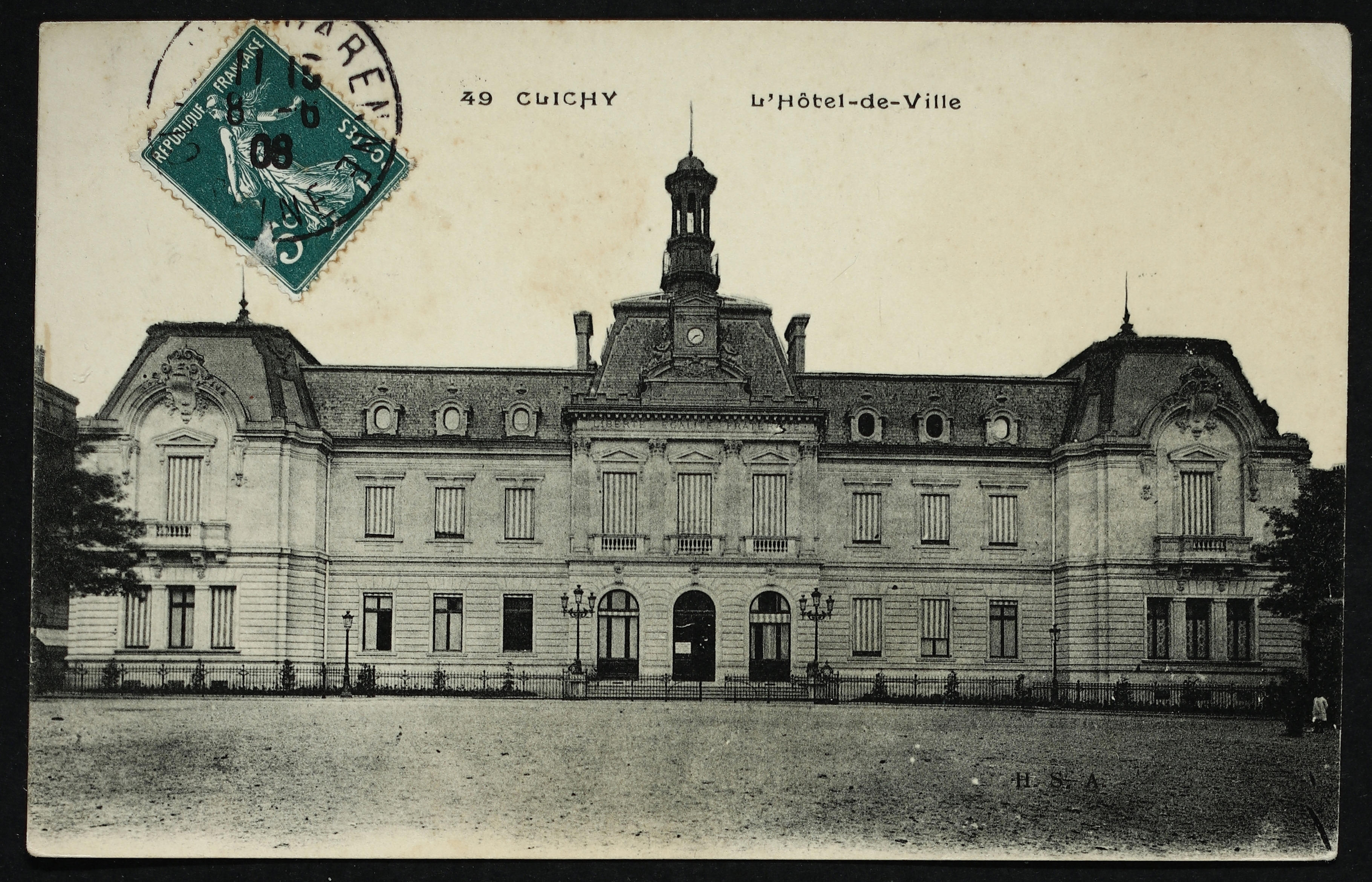
Après 1907.